# Grosnyj
Grosnyj (russisk: Грозный, tr. Groznyj; tjetjensk: Соьлжа-ГӀала, tr. Solzja-GӀala) er hovedstaden i Republikken Tjetjenien, en af 21 autonome republikker i Den Russiske Føderation med 291.687(2017) indbyggere. Byen blev grundlagt i 1818 af Jermolov som russisk fæstning.
Næsten hele Grosnyj blev ødelagt eller alvorligt beskadiget under de tjetjenske krige, men de senere år er Grosnyj blevet genopbygget.
Grosnyj blev indtaget af russiske styrker under den 1. tjetjenske krig, men en guerillakrig baseret fra de nærvedliggende bjerge skabte så store tab og demoralisering blandt de russiske styrker, at de trak sig tilbage i 1996.
Grosnyj har været under russisk overherredømme siden den 2. tjetjenske krig indledtes i 1999. Den russisk indsatte regering i Tjetjenien har sæde i Grosnyj. Regeringens hovedsæde blev bombet den 27. december 2002 af tjetjenske oprørere.

## Sport
- FK Ahmat Grosnyj
- Ahmat Arena